# Karhisensaari
Karhisensaari är en ö i Finland. Den ligger i sjön Kiantajärvi och i kommunen Suomussalmi i den ekonomiska regionen  Kehys-Kainuu  och landskapet Kajanaland, i den nordöstra delen av landet, 600 km norr om huvudstaden Helsingfors. Öns area är 13,2 hektar och dess största längd är 0,6 kilometer i nord-sydlig riktning.